# Woodthorpe, Leicestershire
Woodthorpe är en by i unparished area Loughborough, i distriktet Charnwood, i grevskapet Leicestershire i England. Byn är belägen 13 km från Leicester. Woodthorpe var en civil parish 1866–1935 när blev den en del av Loughborough, Quorndon och Woodhouse. Civil parish hade 53 invånare år 1931.